# ديميتري بتروف
ديميتري بتروف (بالروسية: Дмитрий Юрьевич Петров)‏ هو عداء سريع روسي، ولد في 4 يناير 1982.

## وصلات خارجية
- ديميتري بتروف على موقع الاتحاد الدولي لألعاب القوى (الإنجليزية)